# Haqiqat Rai
Haqiqat Rai, o Haqiqat Rai Puri (Sialkot, ... – Lahore, XVIII secolo) era un ragazzino di Sialkot, vissuto nel XVIII secolo, che venne giustiziato a Lahore (Impero Moghul) per essersi rifiutato di convertirsi all'Islam.
È considerato un martire sia dall'induismo che dal sikhismo.

## Biografia
Haqiqat Rai nacque a Sialkot, nel Punjab, suo padre si chiamava Baghmal e la sua famiglia apparteneva al clan Puri. Le fonti disponibili collocano la data della sua nascita in anni diversi, spaziando dal 1719 al 1724.
Un giorno alcuni dei suoi compagni di scuola insultarono gli dèi indù ed egli rispose insultando Fatimah, una delle figlie di Maometto. A causa di ciò, fu portato davanti al qadi (magistrato musulmano), il quale lo condannò a scegliere tra la conversione all'Islam e la pena capitale.
Nonostante le pressioni e i tentativi di convincerlo, il ragazzino rifiutò di convertirsi all'Islam e fu pertanto decapitato a Lahore per ordine del governatore Zakariyya Khan. Varie fonti collocano la data della sua morte in anni diversi: 1732,1735,1742 e 1791.

## Eredità
Nel 1782, un poeta di nome Aggra (conosciuto anche come Agra o Aggar Singh) scrisse un var (poesia) in lingua punjabi intitolato Haqiqat Rai di Var. In questa poesia il ragazzino è rappresentato come un martire indù; il maharaja Ranjit Singh venerava invece Haqiqat Rai come martire Sikh.
Nei primi anni del XX secolo (1905-10) la leggenda del martirio di Haqiqat Rai fu resa famosa da tre scrittori bengalesi, le cui versioni però sono molto diverse. Il movimento Ārya-Samāj mise in scena uno spettacolo, Dharmaveer Haqiqat Rai, come esempio di profonda fedeltà all'induismo. Inoltre stampò numerose copie della leggenda e le distribuì gratis o al prezzo simbolico di due paisa.
Prima della divisione dell'India nel 1947, gli induisti si recavano al suo samadhi (il tempio per commemorare i morti) a Lahore durante il festival Basant Panchami e anche il samadhi di Sialkot era un luogo di pellegrinaggio. Nel 2004, il quotidiano pakistano Nawa-i-Waqt si oppose alle celebrazioni del Basant Panchami in Pakistan, sostenendo che il festival celebrasse l'insulto che Haqiqat Rai aveva rivolto a Maometto.
Un altro samadhi dedicato a Haqiqat Rai si trova al Boeli di Baba Bhandari (nel distretto di Hoshiarpur) e anche qui la gente viene a porgergli omaggio durante il Basant Panchami. A Batala, nel distretto di Gurdaspur, oltre al santuario dedicato ad Haqiqat Rai, si trova anche un samadhi dedicato a Sati Lakshmi Devi, la sua presunta moglie.
In India molte città hanno zone intitolate a Haqiqat Rai, principalmente quelle dove si sono stabiliti i profughi della divisione come, ad esempio, Hakikat Nagar a Delhi.